# Христо Даскалов
Вижте пояснителната страница за други личности с името Христо Даскалов.
Христо Стефанов Даскалов (1903 – 1983) е български растениевъд, университетски професор и академик.

## Научна кариера
Христо Даскалов завършва висше агрономическо образование в Германия, специализира в Швеция и Германия.
Директор е на Научноизследователския институт „Марица“ в Пловдив (1932 – 1946), професор по зеленчукопроизводство в Агрономическия факултет на Пловдивския университет, ректор на Пловдивския университет от 1947. Избран е за член-кореспондент на БАН през 1948. Ръководството на БКП му възлага  да изнесе основния доклад на Биологическата конференция през април 1949, с който да постави начало на преустройството на българската биологична наука в духа на лъже-научните идеи на Лисенко.  Едва по-късно, през април 1965 година, Христо Даскалов преосмисля отношението си към генетиката и „мичуринското учение“.
Христо Даскалов е избран за академик на БАН през 1952 г. През 1950 – 1954 е ректор на Висшия селскостопански институт в Пловдив. директор е на Института по растениевъдство при БАН (1952 – 1961) и на Академията по селскостопански науки (от 1961), секретар на Отделението за селско-стопански науки при БАН (1955 – 1961). Подпредседател на БАН (1959 – 1961). Акад. Христо Даскалов е директор на Института по генетика и селекция на растенията към Академията по селскостопански науки от 1966 до 1977, когато Институтът преминава към БАН като Институт по генетика 
Член на много чуждестранни академии – член-кореспондент на Германската селскостопанска академия на науките (1946), почетен доктор на Хумболтовия университет (1947), Член-кореспондент на Полската АН (1962).
Христо Даскалов е безспорният основоположник на градинарската наука и на селекцията на зеленчуковите култури в България. Създава 30 сорта зеленчукови растения – домати, пъпеши, патладжани, дини и др. Работи главно върху проблемите на хетерозисните явления и междувидовата хибридизация при доматите. Той създава първия в света хибриден сорт домати, подходящ за практическа употреба 

## Политическа обвързаност
Член на БКП от 1944.

## Награди и отличия
Носител е на Димитровска награда (1950, 1971). Носител на орден „Георги Димитров“ (1959, 1963. Герой на социалистическия труд (1963) и народен деятел на културата (1969).

## Избрана библиография
- Даскалов, Х. С. (1935). Изследвания върху хетерозиса при доматите и възможността за практическото му използуване у нас. Пловдив, Държ. земед. опитна станция. 26 с.
- Даскалов, Х. С. (1939). Основи на парниковото и оранжерийното зеленчукопроизводство в България. Пловдив, Хр. Г. Данов. 160 с.
- Даскалов, Х. С. (1941). Основи на зеленчукопроизводството в България. София, Хр. Г. Данов. 428 с.
- Даскалов, Х. С., Йорданов, М., Огнянова, А. Г. (1967). Хетерозис при доматите [Монография]. София, БАН. 180 с.